# Elżbieta Kurtz
Elżbieta Kurtz, z d. Lewandowska (ur. 11 lipca 1917 w Toruniu, zm. 27 lipca 2013 w Gdańsku) – polska siatkarka, wicemistrzyni świata (1952), dwukrotna wicemistrzyni Europy (1950, 1951), brązowa medalistka mistrzostw Europy (1949).

## Kariera sportowa
Przed II wojną światową uprawiała lekką atletykę w Pomorzaninie Toruń. Po wojnie poświęciła się siatkówce. W 1946 i 1947 zdobyła z toruńskim klubem dwa brązowe medale mistrzostw Polski. W 1947 zamieszkała w Gdańsku, początkowo grała w Gedanii, której trenerem był jej mąż Edmund Kurtz. W 1949 została wicemistrzynią Polski w barwach Gromu Gdynia. Od 1950 występowała ponownie w Gedanii. Z gdańskim klubem sięgnęła po mistrzostwo Polski w 1953 i 1954 oraz wicemistrzostwo Polski w 1952. Karierę zawodniczą zakończyła w 1960.
W reprezentacji Polski debiutowała w pierwszym spotkaniu w historii tej drużyny – 14 lutego 1948 z Czechosłowacją. Trzykrotnie wystąpiła na mistrzostwach Europy, zdobywając brązowy medal w 1949 oraz dwukrotnie wicemistrzostwo Europy – w 1950 i 1951. W 1952 zdobyła natomiast wicemistrzostwo świata. Ostatni raz w biało-czerwonych barwach wystąpiła 22 maja 1955 w towarzyskim spotkaniu z reprezentacją francuskiej centrali związkowej FSGT. Łącznie w biało-czerwonych barwach zagrała 54 razy.